# Goyokin, l'or du shogun
Pour plus de détails, voir Fiche technique et Distribution.
Goyokin, l'or du shogun (御用金, Goyokin), aussi connu sous le titre Goyokin, la terreur des Sabaï, est un film japonais réalisé par Hideo Gosha, sorti en 1969.

## Fiche technique
- Titre français : Goyokin, l'or du shogun
- Titre français alternatif : Goyokin, la terreur des Sabaï
- Titre original : 御用金 (Goyokin?)
- Réalisation : Hideo Gosha
- Scénario : Kei Tasaka et Hideo Gosha
- Photographie : Kōzō Okazaki
- Décors : Motoji Kojima
- Montage : Michio Suwa
- Musique : Masaru Satō
- Producteur : Sanezumi Fujimoto
- Sociétés de production : Fuji Television et Tōkyō Eiga (ja)
- Pays de production :  Japon
- Langue originale : japonais
- Format : couleur - 35 mm - 2,35:1 - son mono
- Genre : action, aventure, drame
- Durée : 123 minutes[1]
- Dates de sortie :
  - Japon : 1er mai 1969[1]
  - France : 30 janvier 1974[2]

## Distribution
- Tatsuya Nakadai : Magobei Wakizaka
- Tetsurō Tanba : Rokugo Tatewaki
- Yōko Tsukasa : Shino
- Ruriko Asaoka : Oriha
- Kinnosuke Nakamura : Samon Fujimaki
- Kunie Tanaka : Hirosuke
- Isao Natsuyagi : Kunai
- Kunie Tanaka : Hirosuke
- Kō Nishimura : Ryu Ichigaku
- Hisashi Igawa : Takeuchi
- Eijirō Tōno

## Distinctions
- 1970 : prix Mainichi de la meilleure photographie pour Kōzō Okazaki et des meilleurs décors pour Motoji Kojima[3]